# 12391 Екоадахі
12391 Екоадахі (12391 Ecoadachi) — астероїд головного поясу, відкритий 26 листопада 1994 року.
Тіссеранів параметр щодо Юпітера — 3,295.